# Lukáš Babač
Lukáš Babač (ur. 20 marca 1985 w Piestanach) – słowacki wioślarz.

## Osiągnięcia
- Mistrzostwa Świata Juniorów – Ateny 2003 – jedynka – 4. miejsce[1].
- Igrzyska Olimpijskie – Ateny 2004 – dwójka podwójna wagi lekkiej – 11. miejsce[1].
- Mistrzostwa Świata U-23 – Amsterdam 2005 – jedynka wagi lekkiej – 2. miejsce[1].
- Mistrzostwa Świata U-23 – Hazewinkel 2006 – jedynka wagi lekkiej – 6. miejsce[1].
- Mistrzostwa Świata – Eton 2006 – jedynka wagi lekkiej – 14. miejsce[1].
- Mistrzostwa Świata – Monachium 2007 – dwójka podwójna wagi lekkiej – 22. miejsce[1].
- Mistrzostwa Europy – Ateny 2008 – jedynka – 2. miejsce[1].
- Mistrzostwa Świata – Linz 2008 – jedynka wagi lekkiej – 8. miejsce[1].
- Mistrzostwa Świata – Poznań 2009 – jedynka wagi lekkiej – 13. miejsce[1].
- Mistrzostwa Europy – Brześć 2009 – jedynka – 4. miejsce[1].
- Mistrzostwa Europy – Montemor-o-Velho 2010 – jedynka wagi lekkiej – 3. miejsce[1].